# Fabrice Loher
Fabrice Loher, né le 29 décembre 1966 à Lorient, est un homme politique français.
Il est maire de Lorient depuis le 5 juillet 2020. 
De septembre à décembre 2024, il est ministre délégué à la Mer et à la Pêche au sein du gouvernement Barnier.

## Biographie
La famille de Fabrice Loher s'installe à Lorient pour le travail, en raison de la présence de l'arsenal de Lorient. Il est scolarisé dans le quartier de Kerentrech, puis au Lycée Dupuy-de-Lôme, avant d'intégrer l'institut d'études politiques de Paris dont il sort diplômé de la section service public en 1988. Il commence à militer au sein de l'UDF en 1986.
Il commence sa carrière professionnelle au Conseil régional d'Île-de-France, où il exerce comme secrétariat général du groupe UDF, ainsi qu'auprès du cabinet du président de région en se spécialisant sur les questions de « finances publiques, d'aménagement du territoire et de transports, de développement économique et de recherche ». Il devient par la suite directeur des services municipaux de Ville-d'Avray en 2010.
Il conserve le lien avec Lorient en parallèle à sa vie professionnelle en Île-de-France. Il est bénévole au festival interceltique de Lorient à partir de ses 17 ans, et y est responsable du village celte de 1995 à 2019. Licencié à Lorient-Sport depuis ses 6 ans, il dirige cette association de 1995 à 2015, puis de 2019 à 2020. Ses deux fils sont aussi scolarisées dans la ville.

## Parcours politique

### Opposant historique de droite à Lorient
Fabrice Loher se présente pour la première fois à une élection lors des cantonales de 1998 dans le canton de Lorient-Nord sous l'étiquette UDF. Battu, il se présente en 2001 lors des élections municipales à Lorient, mais est battu par le maire sortant Norbert Métairie. Il intègre alors le conseil municipal, et prend la tête de l'opposition locale. En 2002, lors des élections législatives il se présente face au député sortant Jean-Yves Le Drian, et manque de l'emporter à 371 voix près.
Il se présente une deuxième fois aux élections cantonales en 2004, mais est une nouvelle fois battu au second tour, dans le canton de Lorient-Nord.
Il s'implante localement en se faisant élire comme conseiller régional de Bretagne entre 2004 et 2010, puis comme conseiller communautaire de Lorient Agglomération à partir de 2014. Il rejoint le Mouvement démocrate de 2007 à 2012, avant de rejoindre l'UDI en 2012.
S'il compte parmi les « politiques les plus influents à Lorient » en 2011 selon Frédéric Brillet de L'Express, et fait alors figure de tête de file de l'opposition municipale qui entend « faire tomber « le système PS » » municipal, ses résultats aux élections restent modestes. Il est de nouveau battu, cette fois dès le premier tour, aux élections législatives de 2007, puis lors des élections municipales de 2008 à l'issue d'une triangulaire entre le maire PS sortant Norbert Métairie et au candidat FN Daniel Bergeron. Il est défait lors élections municipales de 2014 dans des conditions proches à celles de 2008, opposé lors d'une quadrangulaire au maire PS sortant Norbert Métairie, à la candidate FN Joëlle Bergeron, et à la candidate FG Delphine Alexandre.

### Maire de Lorient

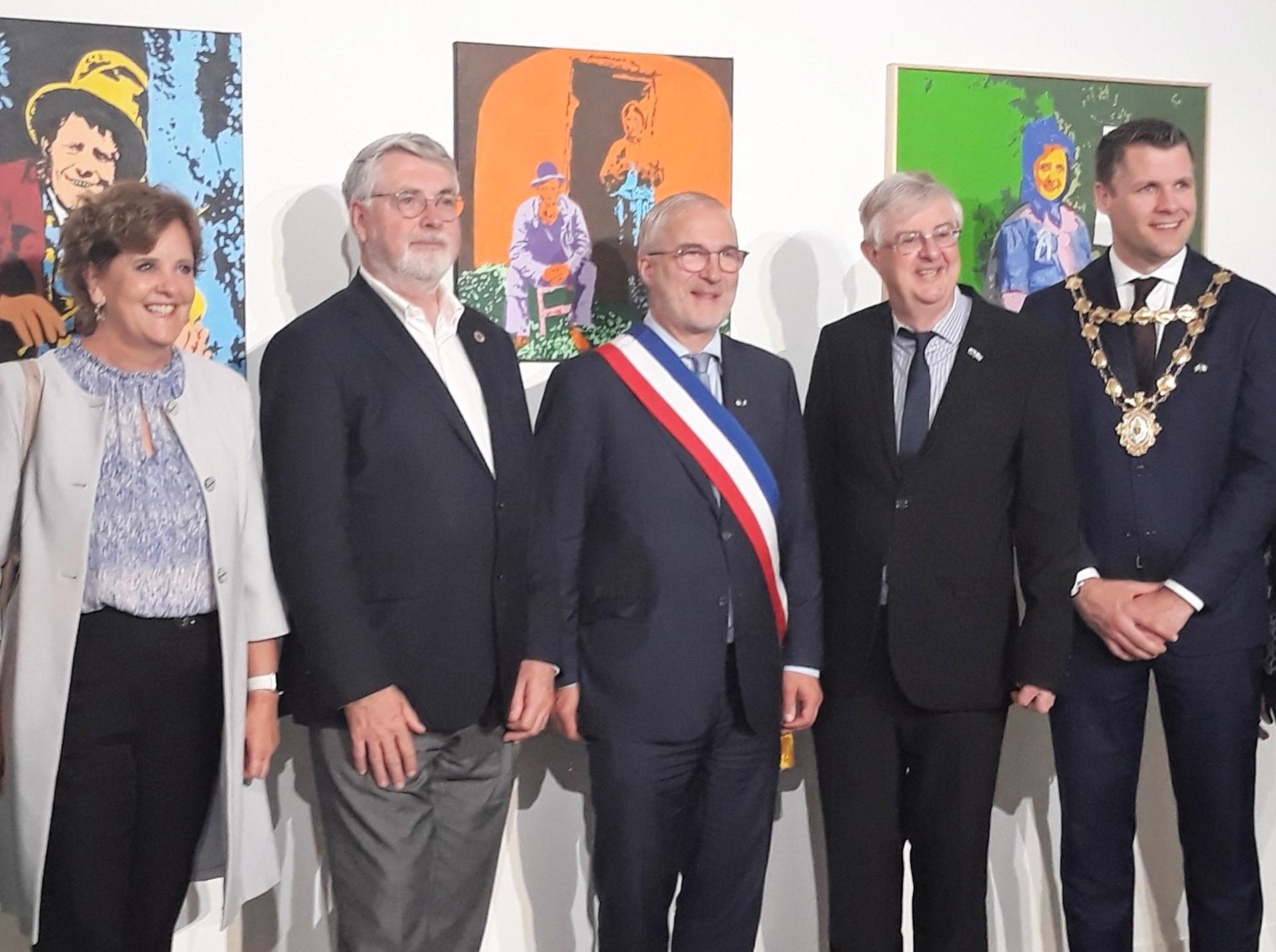
Fabrice Loher (au centre) lors d'une inauguration d'exposition pendant Festival Interceltique 2023, avec à gauche les ambassadeurs du Royaume-Uni (Menna Rawlings) et de la république d'Irlande (Niall Burgess), et à droite le Premier ministre du pays de Galles (Mark Drakeford), et le maire de Galway (Eddie Hoare).

Il est élu maire de Lorient à la suite d'élections municipales de 2020 marquées par une très forte abstention. Avec le soutien de l'UDI et des Républicains, il s'impose lors d'une quadrangulaire face à une gauche divisée entre les candidatures de Damien Girard et de Bruno Blanchard, et la candidature LREM de Laurent Tonnerre,. C'est alors la première fois depuis 1965 que le Parti socialiste ne dirige pas la ville. Il fait campagne en entendant « mettre fin aux logiques de système » et à « l'insécurité (liée aux) trafics dans certains quartiers », avec des engagements sur une police municipale de la ville renforcée, et en comptant sur 100 millions d'euros de fonds européens alors qu'« Un Lorientais sur cinq vit en dessous du seuil de pauvreté avec un taux de chômage important ».
Il fait évoluer la direction de la SEM Keroman qui gère le port de pêche de Lorient. Il écarte le président sortant Jean-Paul Solaro, jugé trop proche de l'ancienne municipalité PS de Norbert Métairie et soutient la candidature d'Olivier Le Nézet qui est alors élu à ce poste,. Il pousse le « projet Ker'Oman » d'aide au développement d'un port de pêche au sultanat d'Oman, en lien avec les autorités locales et avec la région Bretagne. Une polémique est lancée en décembre 2023 par l'opposition municipale qui accuse le projet de viser à faire importer par avion réfrigéré du poisson de ce port de manière à fournir l'industrie agroalimentaire lorientaise. Fabrice Loher s'en défend, indiquant que le projet n'inclut « pas de volet d'importation de produits de la mer ».
Il poursuit plusieurs grands chantiers d'aménagement lancé par la municipalité précédente, et en lance plusieurs autres. Le projet de réhabilitation du quartier prioritaire de Bois du Château esquissé sous Norbert Métairie est amplifié. 180 millions d'euros supplémentaires sont obtenus au titre du programme national « Quartiers résilients » pour un budget total de 250 millions. Le programme prévoit la destruction de trois des cinq tours du quartier, la rénovation de 800 logements et la construction de 500 logements supplémentaires, et la reconstruction des deux groupes scolaires du quartiers pour l'horizon 2030. Il lance en 2020 la rénovation de la dernière des quatre tribunes du stade du Moustoir et en 2021 la rénovation des halles de Merville, alors que leurs reconstruction est un temps envisagé. Le projet d'un nouveau musée de la Compagnie des Indes dans l'enclos du port lancé sous la municipalité de Norbert Métairie est lui abandonné, au profit d'une reconfiguration des musées situés dans la citadelle de Port-Louis.

### Ministre délégué à la Mer et à la Pêche
Il intègre le gouvernement Barnier le 21 septembre 2024 au poste de ministre délégué à la Mer et à la Pêche auprès de la ministre du Partenariat avec les territoires et de la Décentralisation Catherine Vautrin. C'est alors le second maire de Lorient à occuper ce poste après Jean-Yves Le Drian. Il succède à un autre élu breton Hervé Berville. Il retrouve comme interlocuteurs au niveau national d'autres acteurs de la pêche qu'il a auparavant croisé à Lorient : à la fois le président du Comité national de la pêche Olivier Le Nézet dont il a favorisé l'élection en lui confiant la présidence du port de pêche de Lorient, mais aussi Damien Girard qu'il a battu lors des élections municipales en 2020, entretemps élu député dans l'opposition et spécialisé sur les questions liées à la pêche au sein du groupe écologiste. Comme d'autres ministres délégués du gouvernement Barnier, il indique rester maire de Lorient, malgré l'appel des professionnels de la mer à ce qu'il se consacre pleinement à son mandat ministériel, mais en renonçant à ses indemnités de maire et de président d'agglomération.
Sa nomination est défavorablement accueillie par les associations de protection de l'environnement. Selon Mediapart, il est proche des lobbys du secteur de la pêche industrielle.

## Décoration
Fabrice Loher est ex officio commandeur de l'ordre du Mérite maritime en tant que ministre délégué chargé de la Mer et de la Pêche.

## Pour approfondir